# Britse Commando's
De Britse Commando's waren Britse commando-eenheden die tijdens de Tweede Wereldoorlog, in juni 1940, op last van premier Winston Churchill in het leven waren geroepen.

## Oprichting
In juni 1940 viel Frankrijk en trok de British Expeditionary Force zich via Duinkerken terug. Om toch de oorlog voort te kunnen zetten, besloot Winston Churchill tot oprichting van commando-eenheden. Dit waren kleine, zelfstandige eenheden die aanvallen op het vasteland van Europa moesten uitvoeren. Een commando-eenheid werd aangevoerd door een luitenant-kolonel en bestond aanvankelijk uit ongeveer 450 man verdeeld over zes pelotons (troops) van 75 man, elk op hun beurt verdeeld in secties van 15 man. Tijdens de oorlog werden zo'n twintigtal leger- en 9 marinierscommando-eenheden opgericht. Later werden 17 van de commando-eenheden samengevoegd tot 4 brigades.